# Boží mlejny melou
Boží mlejny melou – singel Ewy Farnej promujący koncertowe DVD pt. Blíž ke hvězdám.

## Pozycje na listach przebojów
| Lista            | Najwyższa pozycja |
| ---------------- | ----------------- |
| Czeskie Top 50   | 5                 |
| Radio Top 100    | 22                |
| Słowackie Top 50 | 22                |
| Radio Top 100    | 85                |